# Messac (Ille-et-Vilaine)
Messac (bret. Mezeg) – miejscowość i dawna gmina we Francji, w regionie Bretania, w departamencie Ille-et-Vilaine. W 2013 roku jej populacja wynosiła 3097 mieszkańców. 
W dniu 1 stycznia 2016 roku z połączenia dwóch ówczesnych gmin – Guipry oraz Messac – utworzono nową gminę Guipry-Messac. Siedzibą gminy została miejscowość Messac. 